# Neohelota cereopunctata
Neohelota cereopunctata là một loài bọ cánh cứng trong họ Helotidae. Loài này được Lewis miêu tả khoa học năm 1881.